# Jeanne Simon
Pour les articles homonymes, voir Dauchez et Simon.
Pour les autres membres de la famille, voir Famille Dauchez.
Jeanne Dauchez, connue sous son nom marital Jeanne Simon, née à Paris 7e le 17 mars 1869 et morte à Paris 14e le 19 décembre 1949, est une artiste-peintre française.

## Biographie
Fille de Fernand Dauchez (1842-1914), avocat à Paris, administrateur de biens au 14, rue Saint-Guillaume, et de Claire Thirial (1847-1914). D'une fratrie de neuf enfants, elle est suivie, entre autres, par un frère André Dauchez (1870-1948), artiste peintre également, puis viendront Marcel (1872-1969) et Reine (1876-1941).
Le 9 avril 1890 à Paris 7e, elle épouse le peintre Lucien Simon (1861-1945). Le couple part en voyage de noces à Venise. Ils auront quatre enfants : le sculpteur Paul Simon (1892-1979), l'artiste-peintre Charlotte Simon (1897-1994), Lucienne Simon (1898-1974) et Pauline Simon (née vers 1907).
Le couple partage les mêmes goûts pour la peinture, elle est une portraitiste et décoratrice de talent. Elle-même peintre de figures et de portraits, Jeanne Simon participa à Paris aux Salons des Artistes français et des Indépendants. Ils s'installent au no 70, boulevard du Montparnasse, à Paris en 1890. Il lui fait découvrir la Bretagne en compagnie de sa belle-famille.
En 1892, ils font des séjours à Étretat, Arcachon, Biarritz et Bénodet. L'année suivante, son père fait l'acquisition de la résidence Kergaït à Bénodet. En 1894 naît son fils Bernard qui disparaîtra prématurément.
En 1895, ils déménagent au no 147, boulevard du Montparnasse. En 1897 et 1898, naissent respectivement Charlotte et Lucienne.
Une médaille d'or lui est décernée à l'Exposition universelle de Paris en 1900.
En 1901, le couple achète l'ancien sémaphore de Combrit, à Sainte-Marine, dans lequel ils s'installent en 1902, et le 23 avril 1906 ils entreprennent la construction de leur maison-atelier du no 3 bis, rue Cassini, à Paris, dont ils confient la réalisation à l'architecte décorateur Louis Süe (1875-1968) et son collaborateur Paul Huillard. En 1914, son fils Paul est fait prisonnier. En 1917, ils entreprennent la construction de l'atelier du sémaphore.
Jeanne Simon est l'amie de Maurice Denis et George Desvallières. Membre de la Société de Saint-Jean, elle réalisa plusieurs grandes aquarelles sur des motifs religieux et de très nombreux portraits d'enfants. Elle décora quatre panneaux d'une chapelle de l'église Saint-Dominique de Paris.

## Collections publiques
- Paris, église Saint-Dominique, chapelle Sainte-Catherine-de-Sienne, quatre panneaux (peinture sur toile), 1929-1935 :
  - L'Enfance de Catherine, dans un paysage de Sienne ;
  - Le Christ portant sa Croix, auprès de sainte Catherine vers qui il se penche ;
  - Paysage, animé de personnages contemporains de l'artiste qui y représente des membres de sa famille, enfants et petits-enfants, ainsi qu'elle même ;
  - Catherine soignant un pestiféré.